# Dröverken
Dröverken (Dröverka i folkmun) är en småort i Ludvika socken i Ludvika kommun i Dalarnas län, belägen cirka tio kilometer nordväst om Ludvika. Dröverken ligger vid sjön Väsmans strand, strax söder om tätorten Norrvik.  Utanför (söder om) Dröverken ligger Dröverksholmen. Orten domineras av fritidshusbebyggelse.

## Namnet
Dröverken stavas olika på äldre kartor. Namn som Drefvärkan (1845-1846) och Drögwärck Udden, Drögwärck Torpet och Drögwärck Näset (1770-1778) förekommer. På häradskartan från 1866 redovisas platsen som Dröverksudden medan en karta från 1712 kallar stället för Nääs udden. 

## Historia
I Dröverken fanns en järnmalmsgruva och ett fältspatsbrott.  Gruvan var igång mellan 1866 och 1907 samt en kort tid mellan 1916 och 1917. Utmålskartan från år 1899 visar en brygga vid Väsman som troligen användes för malmtransporter över sjön. Vintertid fraktades malmen med hästforor över Väsman till Sunnansjö och vidare till hyttan i Ulriksberg. På land nåddes Dröverka via en enkel väg från Norrvik där man kom till landsvägen mellan Ludvika och Grangärde (nuvarande riksväg 66).
Genom tillkomsten av Stockholm-Västerås-Bergslagens Järnvägars utbyggnadsetapp Ludvika-Vansbro 1900-1907 fick Dröverken tillgång till järnväg. Stationen anlades lite längre söderut vid Sörvik. Banvallen sträcker sig i en mjuk kurva norr om Dröverken och nyttjas numera som gång- och cykelväg.

### Historiska kartor

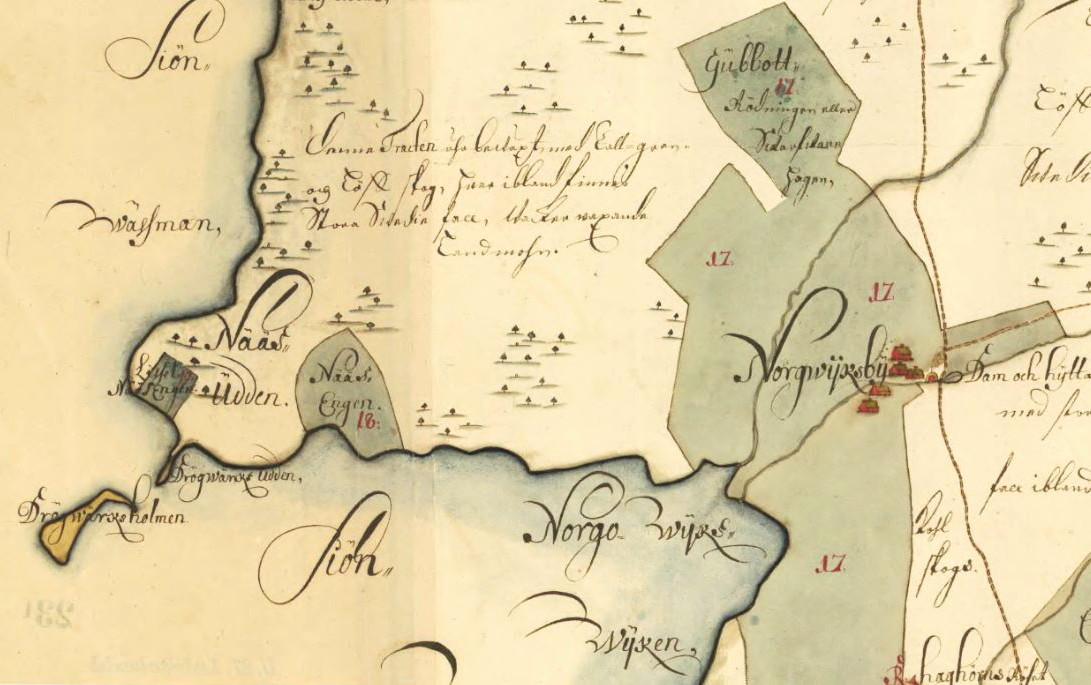
Dröviken och Norrviken 1712
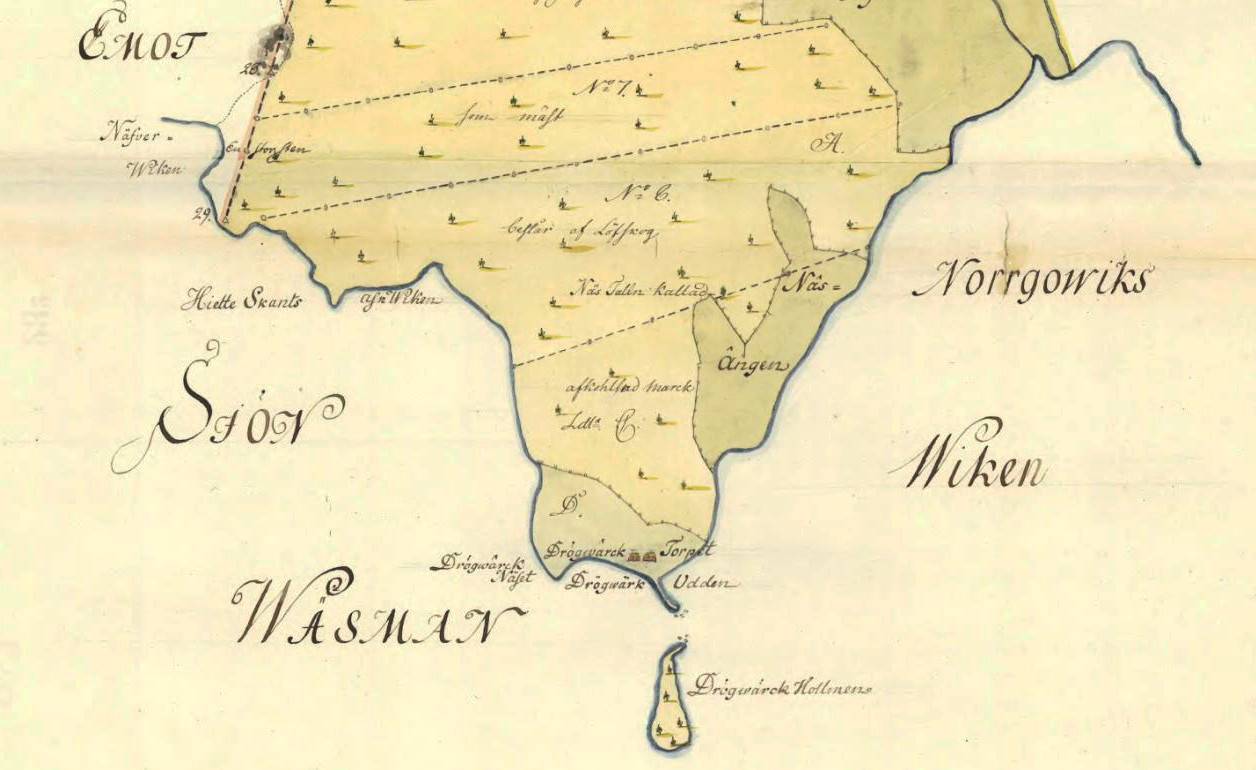
Dröviken 1770
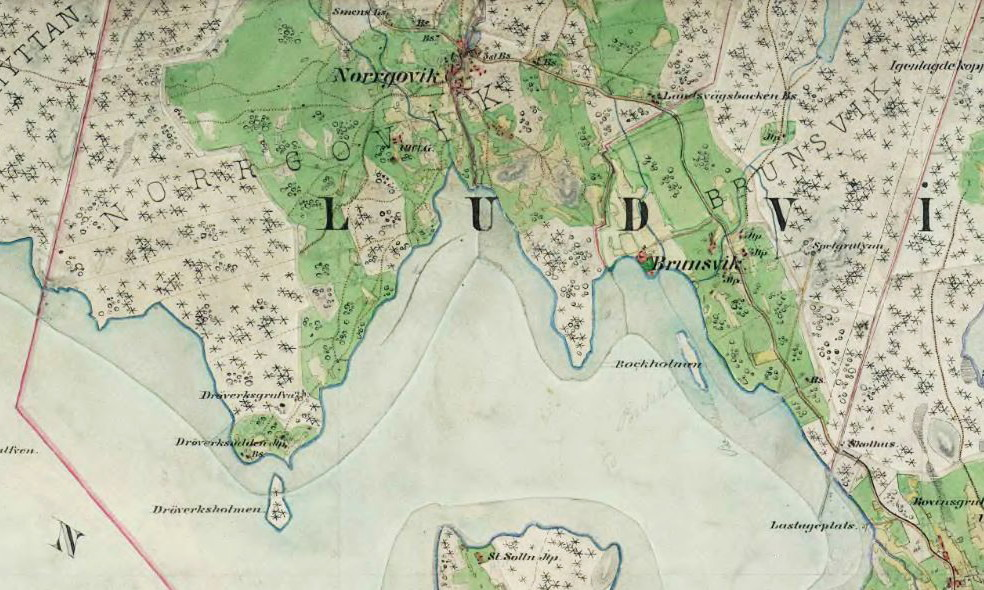
Dröviken och Norrviken 1866